# Buprestis parmaculativentris
Buprestis parmaculativentris är en skalbaggsart som beskrevs av Knull 1958. Buprestis parmaculativentris ingår i släktet Buprestis och familjen praktbaggar. Inga underarter finns listade i Catalogue of Life.